# Mésorégion du Grand Florianópolis
Ne doit pas être confondu avec Grand Florianopolis.
Le Grand Florianópolis est l'une des six mésorégions de l'État de Santa Catarina. Elle regroupe 21 municipalités groupées en 3 microrégions. Elle recoupe en partie la région géographique du « Littoral » de l'État.

## Données démographiques
La région comptait 994 487 habitants en 2010 pour 6 999 km2.

## Subdivisions
La mésorégion du Grand Florianópolis est subdivisée en 3 microrégions:
- Florianópolis
- Tabuleiro
- Tijucas